# اجازه (فقه)
اجازه مجوزی است که به دارنده آن اجازه می‌دهد متن یا موضوع خاصی را نقل کند که توسط شخصی که قبلاً چنین اختیاری را دارد صادر شده‌است. این امر به ویژه در علوم اسلامی است. اجازه معمولاً به این معناست که شاگرد از طریق آموزش شفاهی دست اول از صادرکننده اجازه کسب کرده‌است، اگرچه این الزام به مرور زمان کاهش یافت. اجازه زنجیره‌ای از راویان را ارائه می‌کند که به نویسنده اصلی بازمی‌گردد، اغلب متون حدیث، فقه و تفسیر وجود دارد. همچنین در آثار عرفانی، تاریخی، و فلسفی و ادبیات نیز دیده می‌شود.
جورج مکدیسی، استاد شرق‌شناسی، این نظریه را مطرح کرد که «اجازه» خاستگاه مدرک دانشگاهی و همچنین دکترا است. استاد زبان عربی، آلفرد گیوم؛ پروفسور جامعه‌شناسی، سید فرید العطاس پروفسور مطالعات خاورمیانه، دوین جی. استوارت موافق هستند که شباهت‌هایی بین اجازه و مدرک دانشگاهی وجود دارد.

## شرح

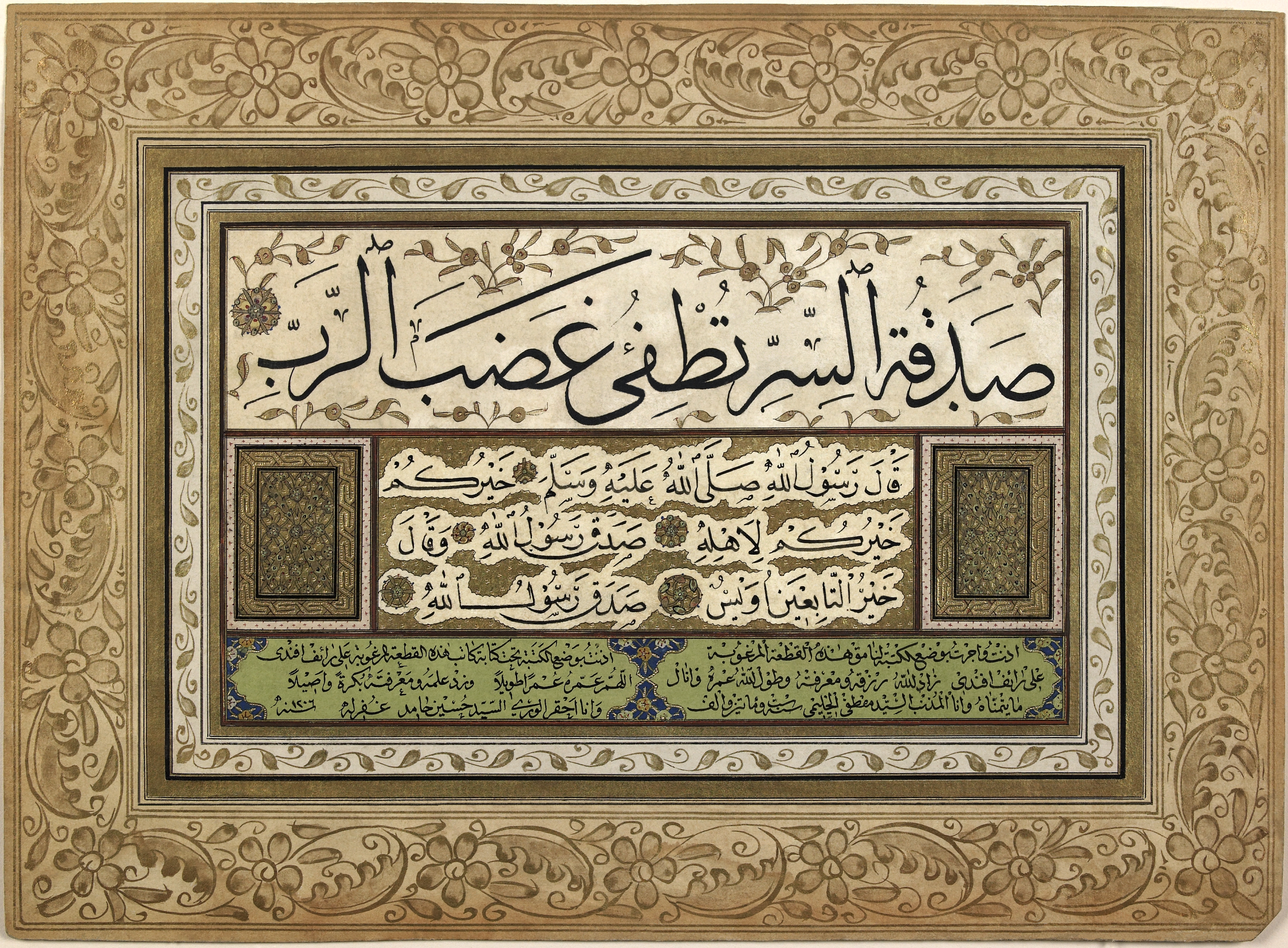
خوشنویسی متن یک اجازه ۱۲۰۶ قمری/۱۷۹۱ میلادی

ویلیام آ. گراهام، پروفسور هاروارد، سیستم اجازه را به شرح زیر توضیح می‌دهد:
نظام اساسی «سفر در جست‌وجوی دانش» که در اوایل علم حدیث شکل گرفت، شامل سفر به شهرهای مرکز علم، به‌ویژه قدیمی‌ترین و مشهورترین آن‌ها، برای شنیدن احادیث آنها از زبان عالمان آن علم (مشایخ) و به دست آوردن آنها بود. اجازه برای نقل کردن آن کلام به نام آنها. این سیستم اجازه گواهی شخصی و نه نهادی نه تنها برای احادیث، بلکه برای انتقال متون از هر نوع، از تاریخ، حقوق، یا زبان‌شناسی به ادبیات، عرفان یا الهیات نیز خدمت کرده‌است. سند یک نسخه خطی طولانی و همچنین یک حدیث کوتاه در حالت ایده‌آل باید منعکس کننده انتقال شفاهی، رو در رو و استاد به شاگرد متن توسط اجازه استاد باشد که متن مکتوب را اعتبار می‌بخشد. در یک اجازه رسمی و مکتوب، استادی که گواهینامه را اعطا می‌کند، معمولاً شامل سندی است که شامل نسب علمی استادان اوست که به پیامبر از طریق صحابه، شیخ یا امام بعدی، یا نویسنده کتابی خاص بازمی‌گردد.

## انواع اجازه
شاگردان می‌توانند بر اساس آنچه که مطالعه می‌کردند، انواع مختلفی از اجازه دریافت کنند. شش نوع عمومی اجازه؛ اجازه خاص، غیر خاص، عام، اجازه فی الکتاب، اجازه مکاتبه و اجازه تشریفاتی است. اجازه خاص بالاترین شکل اجازه‌ای است که یک شاگرد می‌تواند دریافت کند، زیرا بیان می‌کرد که یک شاگرد مجاز است در آن رشته به تأیید آن استاد تدریس کند. فرم غیر اختصاصی نام شاگرد و استاد را بدون ذکر موضوع آموخته شده بیان می‌کرد. اجازه عامه فقط نام معلمان را آورده و شاگردان را گروهی فهرست کرده‌است. اجازه‌ای که بر فلان کتاب داده شد، نشان می‌داد که طلبه کتاب را نزد مؤلف مطالعه کرده و توانسته کتاب را حفظ کند. هرگاه معلمی متنی را برای شاگردان خود می‌نوشت و می‌فرستاد و به آنان اجازه می‌داد که فقط آنچه را که نوشته بودند یاد دهند، اجازه می‌شد. در نهایت یک اجازه افتخاری به عنوان نوعی احترام به یک شخص برجسته داده شد، اما اینها از نظر اجازه دادن به شخص مذکور برای تدریس مطالب موضوع اهمیت چندانی نداشتند.

### اجازه روایت
اجازه روایت یا اجازه نقل روایت به معنای آن است که در حوزه استاد به شاگردان خود اجازه نقل روایت و حدیث بدهد. اجازه نقل روایت برای حفظ و انتقال حدیث و اطمینان از عدم تحریف احادیث به نسل‌های بعدی بوده‌است. اجازه ممکن است شفاهی یا کتبی باشد. با پیشرفت دستگاه‌های چاپ اجازه روایت جنبه تشریفاتی پیدا کرده‌است.
اجازه مصدر افعال از ریشه «جواز الماء» (عبور آب) به معنای عبور دادن آب است و از آنجا که بر علم از باب استعاره آب گفته می‌شود اجازه به معنای عبور دادن دانش بکار رفته‌است. گویا شیخ با اجازه دادن، زمینه عبور و جریان یافتن دانش را فراهم ساخته‌است. اجازه در اصصلاح امروزی به معنای اذن و رخصت و روا دانستن است. اجازه از گذشته در بین علما و دانشمندان علوم اسلامی مرسوم بوده و استادان به منظور بزرگداشت از مقام علمی شاگردانشان و به نشانه کفایت‌ها و شایستگی‌هایی که در آنان وجود داشته برایشان اجازه صادر می‌کردند. در حوزه‌های مختلف علوم اسلامی هم چون تفسیر، حدیث، فقه، طب، ادبیات و عرفان تبادل اجازه بین استادان و شاگردان مرسوم بوده‌است، مثلاً اطبا برای شاگردان خود اجازه طبابت می‌نگاشتند، قاریان برجسته قرآن برای شاگردان خود اجازه قرائت قرآن می‌نوشتند و روایت کتاب‌های حدیثی را به حدیث‌پژوهان اعطا نموده و فقها اجازه اجتهاد یا تصدی امور حسبیه را صادر می‌کردند.
علمای حدیث اجازه را یکی از مهم‌ترین راه‌های انتقال حدیث دانسته‌اند و به عنوان پشتوانه صحّت و درستی نقل احادیث، به نقل و انتقال آن پرداخته‌اند. بدین صورت که استادان علم حدیث به‌طور کتبی یا شفاهی اذن روایت احادیث از خود را به شاگردانشان اعطا می‌نمودند و معمولاً در این اجازات نام استادان و مشایخ و تألیفات خود را می‌آوردند.
اجازات هم چون اسناد و مدارک علمی و فرهنگی ارزشمند در اختیار افراد قرار می‌گرفته‌است. از جمله فایده‌ها آن اعتماد و اطمینان به گفته‌ها و نوشته‌های شخص مُجاز (دارای اجازه) می‌شود و مشتمل بر اظهارنظرهای مشایخ نسبت به شاگردان و استادان خود است.
نخست جلوگیری از هرج و مرج در نقل احادیث که بر اساس اجازات نقل حدیث از هر کسی و از هر جا پذیرفته نمی‌شد. دوم آنکه معرفی شیخ و اجازه وی، موجب اطمینان شنونده به ناقل حدیث می‌گردید. سوم آنکه بر طبق صلاحیتی که شیخ در شاگرد می‌دید، دایره اجازه تحدیث، سعه و ضیق می‌یافت، زیرا چه بسا شاگردی فقط در نقل کتاب خاصی مجاز و محدود بود، ولی شاگرد دیگری در نقل تمام کتب حدیث مجاز می‌شد. و به اصطلاح، صلاحیت ناقلین از ناحیه استاد، کنترل می‌گردید و حدود ناقلین روایات معین می‌شد.
با تکثیر نسخه‌های کتاب‌های حدیثی و مخصوصاً پس از چاپ و انتشار مجموعه‌های حدیثی و با از رسمیت افتادن درس حدیث، جهات اصلی که منظور از اجازه بود از بین رفت و فقط جنبه تشریفاتی باقی ماند.

### اجازه اجتهاد
اجازه اجتهاد گواهی بر توانایی فقهی در استباط احکام شرعی از متون دینی در حوزه‌های علمیه است. اجازه اجتهاد از طرف استاد جامع الشرائط به شاگردان دارای قدرت اجتهاد داده می‌شود.
در زمان معاصر رسم بوده‌است که هنگام رسیدن محصل فقه به مقام شایسته‌ای از این علم، از سوی استاد یا استادان وی، تصدیقی غالباً به صورت کتبی و احیاناً به‌طور شفاهی صادر می‌گردد که رسیدن او را به درجه اجتهاد گواهی می‌دهد. این تصدیق را اصطلاحاً «اجازه اجتهاد» می‌نامند. به گفته رسول جعفریان رواج اجازه اجتهاد مربوط به قرن سیزدهم چهاردهم قمری است که مفهوم اجتهاد به صورت جدی‌تر مطرح شد. به گفته وی اجازه اجتهاد برای تأیید و مقبولیت مجتهدانی که از نجف و کربلا به شهرهای دیگر اعزام می‌شدند، صادر می‌شد.
در حوزه‌های علمیه شیعه داشتن چندین اجازه اجتهاد، به‌خصوص از بزرگان، نشانه قوّت عملی اجازه گیرنده بوده‌است. برای نمونه، دربارهٔ سید حسین طباطبایی بروجردی گفته شده‌است: «در مدت اقامت او در اصفهان و در ۲۸ سالگی، از سوی سه تن از استادان حوزه، برایشان اجازه اجتهاد صادر شد.» برخی از مجتهدان در صدور اجازه اجتهاد بسیار سخت‌گیر بوده‌اند؛ برای نمونه گفته شده که شیخ انصاری به کسی اجازه اجتهاد نداده‌است.
اجازه اجتهاد، اگر چه جنبه تأیید علمی توسط استاد را دارد، ولی بدان معنا نیست که اگر کسی در خود قدرت استنباط را یافت و توانایی استخراج احکام الهی را پیدا کرد، تا زمانی که اجازه اجتهاد نگرفته باشد، حق اجتهاد ندارد، بلکه اگر چنین قدرتی داشت بر او واجب است که تقلید نکرده و لا اقل برای دست‌یابی به احکام شرعی، برای اعمال خودش هم که شده؛ اجتهاد کند.